# فلوریان متر
فلوریان متر (فرانسوی: Florian Maitre‎؛ زادهٔ ۳ سپتامبر ۱۹۹۶) دوچرخه‌سوار اهل فرانسه است.
از باشگاه‌هایی که در آن رکاب زده‌است می‌توان به تیم دوچرخه‌سواری دیرکت انرژی اشاره کرد.
وی در مسابقات کشوری و بین‌المللی در مجموع برندهٔ ۳ مدال طلا شده‌است.